# Бенкет круків
«Бенкет круків» (2005, англ. A Feast for Crows) — четвертий роман з циклу «Пісня льоду й полум'я» американського письменника Джорджа Мартіна. Жанр — епічне фентезі з елементами горору. Вперше роман був опублікований 17 жовтня 2005 року в Сполученому Королівстві з наступним виданням 8 листопада 2005 у США.
Спочатку Мартін планував, що «Бенкет круків» і «Танок з драконами» будуть складати першу і другу книги четвертого роману. Але внаслідок великої кількості персонажів, сюжетних ліній і обсягу рукопису в травні 2005 року він оголосив, що вирішив розбити книгу на два окремих романи, в яких дія проходить одночасно з різними героями. Мартін також зазначив, що серія Пісні Льоду й Полум'я тепер, ймовірно, складатиметься із семи романів.
«Бенкет круків» увійшов до списку бестселерів «Нью-Йорк таймс». У 2006 році роман був номінований на премії Локус, Г'юго і Британську премію фентезі (BFS): Найкращий фантастичний роман.

## Сюжет
Війна П'яти Королів підходить до кінця. Роб Старк, Джофрі Баратеон, Ренлі Баратеон і Бейлон Гренджой — мертві. Король Станніс Баратеон прийшов на допомогу «Нічній Варті» в битві проти армії «здичавілих». Джон Сноу був обраний новим, 998-м Лордом-командувачем «Нічної варти». Томен Баратеон, дев'ятирічний брат Джофрі, став Королем на Залізному Троні, під пильним оком своєї матері, правлячої королеви Серсеї Ланістер. Батько Серсеї, Тайвін Ланістер, був убитий своїм сином Тіріоном Ланістером, який після цього втік з міста, а потім і із Вестеросу.

### Санса Старк
Санса Старк — старша дочка лорда Еддарта Старка і Кетлін Старк із сімейства Таллі переховується в Орлиному Гнізді, під захистом Пітера Бейлиша, який таємно вбив свою дружину Лізу Арен і назвав себе Лордом Захисником Долини і опікуном хворобливого восьмирічного Лорда Роберта Арена. Для конспірації Санса представлена як Алейна, позашлюбна дочка Пітера. Вона доглядала малого Роберта, управляла господарством замку. Протягом цього часу Бейлиш уміло маніпулював колишніми прапороносцями вбитої ним дружини, щоб залишитися опікуном малого Лорда — спадкоємця Орлиного Гнізда. Врешті-решт він планує одружити Сансу та Роберта. І коли хворобливий хлопчик помре, Санса стане законною спадкоємницею Долини Арен і зможе повернути собі родинні землі Вінтерфелла (Вічнозиму).

### Серсея Ланністер
Після пишних похоронів Лорда Тайвіна Ланністера, його дочка королева Серсея залишилася сам-на-сам з розореною війною країною. Маючи досвід в інтригах, необхідних для захоплення влади, вона була не дуже компетентною в кадрових питаннях при призначенні своїх помічників, щоб цю владу втримати і зміцнити. Її переслідують маніакальні страхи за своє життя і життя свого найменшого сина — Короля Томена, при цьому вона підозрює у зраді всіх: свого брата Тіріона, нову дружину її сина, Маргері Тірел і її родичів. У Серсеї розвивається залежність від алкоголю. Її правління стикається з проблемами величезного державного боргу, який виник внаслідок війни. Цей борг поглиблюють її некомпетентні адміністратори, нездатні вирішити цю проблему, яка призводить до банківської кризи, кризи економіки Вестероса, що своєю чергою викликає голод, смуту і безлад у країні. Для виправлення становища вона погоджується на пропозицію Верховного Септона (Верховного Жерця) по відновленню військових загонів прихильників церкви. В королеви виникає ідея дискредитувати Маргері, інкримінувавши їй подружню зраду, і віддати її під суд. Але всі ці дії приводять тільки до більшого розбрату в країні і в кінці до ув'язнення Серсеї в церковній в'язниці…

### Джеймі Ланністер
Брат і колишній коханець Серсеї Джеймі прямує під Ріверан, де королівські війська вели його облогу, щоб відновити порядок і контроль в охопленому війною регіоні. Він психологічно віддаляється від сестри і повністю присвячує себе захисту інтересів свого племінника і молодого короля Томена. Він також глибоко стривожений станом справ у королівстві і некомпетентною кадровою політикою королеви, пов'язаною з призначенням негідних лицарів на високі державні пости. Після закінчення облоги Ріверана Джеймі отримує звістку, що Серсея хоче його повернути в Королівську Гавань, щоб він захистив її від суду, але він ігнорує це повідомлення.

### На Залізних Островах
На Залізних Островах, після загадкової смерті короля Бейлона Гренджоя, виникла необхідність обрати нового короля. Верховний Жрець і брат покійного Короля — Ейєрон вирішує скликати «Віче Королів» — древній обряд, на якому оберуть нового короля на підставі одностайного схвалення всіма капітанами кораблів і власниками островів. Основними претендентами на трон були Віктаріон Гренджой — найменший брат покійного Короля, Еурон Грейджой — молодший брат Короля-Кракена на прізвисько «Вороняче Око» і войовнича діва Аша Гренджой — дочка Бейлона. В підсумку Королем обирають Еурона за багаті дари, які він підніс капітанам, і внаслідок його обіцянки закликати драконів, які допоможуть островам завоювати весь Вестерос.

### Дорн
У Дорні смілива спроба принцеси Аріани Мартел за допомогою вірних лицарів і їх воїнів посадити на Залізний Трон Вестероса замість короля Томена його сестру принцесу Мірцелу завершилася невдачею. Арео Хотах — капітан гвардії принца з солдатами, посланий її батьком, принцом Дораном Мартелом, перехопив їх невеличкий загін по дорозі із Дорна і доправив у Сонячний Спис. Під час сутички принцеса Мірцела одержала рану обличчя, що могло викликати непередбачувані наслідки у відносинах сімейства Ланністерів і Залізного Трону з Дорном. Між тим, незаконнонароджена дочка (кузина принцеси Аріани) принца Оберіна Мартела, який загинув у двобої із Сіром Григором Кліганом, — Обара вимагає від Дорана дати їй армію, щоб напасти на Старе Місто Ланністерів, помститися за смерть свого батька і смерть принцеси Елії Таргарієн з її дітьми, вбитими вірним слугою Ланністерів — Сіром Григором. І навіть обіцянка Тайвіна Ланністера, прислати голову Клігана в Дорн, не могли заспокоїти обурення, яке панувало в краї. Хоча сердитися у принцеси Аріани і її кузин на принца не було причини, бо Доран вже давно виношував свій план жорстокої помсти…

### Брієна з Тарта
Пошуки Санси Старк вели Брієну по дорогах розореної війною країни. Сліди руйнувань, злодійство, голодні біженці були повсюди. У дорозі її супутниками стали сір Хайл Хант, лицар з її минулого, і сквайр Тіріона, Подрик Пейн. Під час пошуків вона наткнулася на трьох бандитів із «Кривавих скоморохів», тих, хто відрубав Джеймі руку. Після короткої сутички Брієна їх вбиває. Врешті-решт вона була захоплена людьми Берика Дондаріона і засуджена до смерті через помилкову підозру у порушенні клятви, яку вона дала Леді Кетлін. Брієні пообіцяли залишити життя, якщо вона погодиться знайти і вбити Джеймі Ланністера. Після відмови її супутники були повішені і на її шиї затяглася петля:

| «Брієна, попри мотузку, запекло вдихнула повітря. Ніщо в житті не ранило її так сильно. І вона прокричала слово…» «Бенкет круків» |

### Семвел Тарлі
Семвел Тарлі за наполяганням Джона Сноу, Лорда-командувача «Нічної Варти», вирушає до Цитаделі Старого Міста для навчання, щоб стати новим мейстером захисників Стіни. З ним їде старий мейстер Ейємон Таргарієн (102 роки), рідний брат Короля Ейєгона V (Егга), брат «Нічної Варти» — Дареон і молода жінка, Джиллі зі своїм грудним сином. По дорозі, в місті Браавосі, здоров'я Ейємона різко гіршає, тому його супутники змушені були затриматися, пропустивши свій корабель. Дареон відмовляється від своєї місії і клятви братам «Нічної Варти» й одружується з місцевою куртизанкою. Сем, старий мейстер і Джиллі із сином відновлюють свою подорож в Старе Місто, але в дорозі Ейємон помирає. Перед смертю, він, почувши про Дейнеріс і її драконів, говорить Сему, що Цитадель повинна направити мейстера, щоб повернути її додому у Вестерос. Нарешті, в Старому Місті Сем стає послушником у Цитаделі.

### Арія Старк
Арія Старк — молодша дочка лорда Еддарта Старка і Кетлін Старк, перепливши через Вузьке Море і прибувши до міста Браавоса, потрапляє в Чорно-Білий храм, храм Багатоликого бога смерті. Вона починає навчання, щоб стати адепткою таємничої і містичної релігії, не знаючи, до чого це може призвести. Як новачок, Арія спробувала освоїти переконання, що Безликі люди не мають справжньої сутності. За порадою жерця («доброго чоловіка») вона старалась забути своє минуле, видаючи себе за дівчину на ім'я «Кішка з Каналів». Але кожного вечора перед сном Арія повторювала свою незмінну молитву. Вона починалася з імен самих затятих ворогів її сім'ї:

| «Сір Григор, Дансен, Раф Красунчик, сір Ілін, сір Мерін, Королева Серсея». Якщо б знала, вона б шепотіла і імена Фреїв з Близнюків. — «Коли-небудь я їх дізнаюся», — заприсяглася вона собі. — «І тоді я вб'ю їх всіх!». Вона молилася мовчки. Але якщо Багатоликий справжній бог, він її почує… «Бенкет круків |
Але після того, як Арія вбиває брата «Нічної Варти» Дареона, за порушення клятви і відмову від свого побратима Сема Тарлі, наступного дня після свого повернення до Чорно-Білого храму, вона визнає, що це вона — «Арія Старк», скоїла це вбивство, і тому приймає та випиває склянку молока, призначену, як вона думала, для покарання, але це було не тільки покарання, а й черговий етап її випробувань. Випивши молоко, вона прокидається наступного ранку сліпою…

## Основні дійові особи
- Леді Кетлін Старк — із сімейства Таллі, вдова лорда Еддарда Старка, мати Санси і Арії. Смертельно поранена на «Кривавому Весіллі», але була повернута до життя Бериком Дондаріоном та Торосом — Червоним жерцем бога Р'глора.
- Берик Дондаріон — лорд Чорної Гавані. Очолив повстанців проти Ланністерів. Шість разів оголошувався мертвим.
- Джон Сноу — незаконнонароджений син покійного лорда Еддарда Старка, брат «Нічної Варти» на Стіні. 998-й Лорд-командувач «Нічної Варти».
- Мейстер Ейємон (Таргарієн) — цілитель і радник «Нічної Варти», сліпий мейстер, ста двох років від роду.
- Семвел Тарлі — брат «Нічної Варти», стюард, доглядає за поштовими воронами. Був направлений на навчання у «Цитадель».
- Принцеса Санса Старк — старша дочка лорда Еддарда і Кетлін Старк, в Орлиному Гнізді.
- Принцеса Арія Старк — молодша дочка лорда Еддарда і Кетлін Старк, послушниця в храмі Багатоликого бога у Браавосі.
- Роберт Арен — лорд Орлиного Гнізда, Захисник Долини, хворобливий хлопчик восьми років. Його іноді називають «Солодкий Робін».
- Пітер Бейлиш —Лорд Харенхола, Лорд-правитель Тризубця, Лорд Захисник Долини, на прізвисько «Мізинець».
- Серсея Ланністер — Королева-мати (регентка при своєму синові Томені), вдова Короля Роберта Баратеона.
- Король Томен I Баратеон — хлопчик дев'яти років.
- Принцеса Мірцела Баратеон — дівчинка дев'яти років, взята принцом Дораном Мартелом на виховання в Дорн.
- Сір Джеймі Ланністер — старший син Тайвіна Ланістера, брат Тіріона Ланністера і Серсеї, знаний як «Царевбивця». Лорд-командувач королівською гвардією.
- Станіс Баратеон — молодший брат Короля Роберта, лорд Драконового Каменю, Після поразки на Чорноводній прибув з армією на Стіну, в «Нічну Варту».
- Брієна Тарт — дівчина з Тарта, на прізвисько «Брієна Красуня», дівчина-воїн, шукачка пригод. Поклялась Леді Кетлін, що знайде її дочок Сансу і Арію.
- Доран Німерос Мартел — лорд Сонячного Списа, принц Дорнійський.
- Принцеса Аріана — спадкоємиця Сонячного Списа. Дочка принца Дорана.
- Обара Сенд — на прізвисько «Піщана Змійка». Найстарша позашлюбна дочка принца Оберіна, молодшого брата принца Дорана.
- Принцеса Аша Грейджой — дочка короля Бейлона Грейджоя із Залізних Островів.
- Віктаріон Грейджой — брат короля Бейлона. Лорд-капітан Залізного Флоту.
- Ейєрон Грейджой — на прізвисько «Мокроголовий», жрець Утопленого Бога.
- Еурон Грейджой — на прізвисько «Вороняче Око», молодший брат Короля Бейлона Гренджоя, після його загадкової смерті обирається новим королем Залізних Островів на «Вічі Королів»

## Нагороди та номінації
- Премія Локус — найкращий роман (номінація) — (2006)[5]
- Премія Г'юго — найкращий роман (номінація) — (2006)[5]
- Британська премія фентезі — найкращий роман (номінація) — (2006)[5]
- Quill Award — найкращий роман (Science Fiction & Fantasy) (номінація) — (2006)

## Українські переклади
Видавництво «Країна мрій» надрукувало переклад українською мовою книги Джорджа Р. Р. Мартіна «Бенкет круків» у липні 2016 року.